# Червено джудже
Съгласно диаграмата на Херцшпрунг-Ръсел, червено джудже е малка и относително студена звезда от главната последователност, късен К или М спектрален клас. Този тип звезди обхващат огромното мнозинство от звездите и имат диаметър и маса под 1/3 от тази на Слънцето (най-малките стигат до 0,08 слънчеви маси и под тази условна граница вече се наричат кафяви джуджета) и температура на повърхността под 3500 К. Те излъчват малко светлина, понякога под 1/10 000 от тази на Слънцето. Поради факта, че червените джуджета изгарят водорода в ядрото си много бавно, те имат огромна продължителност на живота (от десетки милиарди до трилиони години). Червените джуджета никога не започват синтез на хелий в ядрото си и поради тази причина не се превръщат в червени гиганти. Този тип звезди бавно се свиват и се нагорещяват докато изчерпят водорода в ядрото си. Във всеки случай времето от Големият взрив до наши дни се е оказало недостатъчно за червените джуджета да напуснат главната последователност.
Фактът, че червените джуджета остават на главната последователност, докато по-старите звезди са се преместили извън нея, позволява на страничен наблюдател да определи възрастта на звездните купове като намери масата, при която звездите напускат главната последователност. В допълнение на това, именно фактът, че не са наблюдавани червени джуджета, напуснали главната последователност, е доказателство за това, че Вселената има крайна възраст.
Смята се, че червените джуджета са най-разпространеният тип звезди във Вселената. Най-близката до слънцето звезда Проксима Кентавър е червено джудже.